# E@I

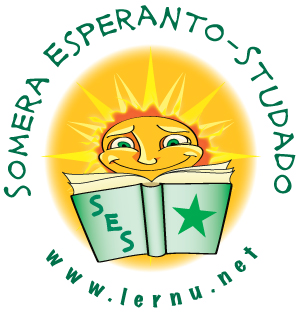

Az E@I (kiejtése: e–cse–i) egy civilszervezet hivatalos elnevezése (rövidítve az oktatás (Edukado) az Interneten és az Eszperantó az Interneten szavakból). Politikailag semleges, civil ifjúsági szervezet, amely olyan projekteket hajt végre, amelyek segítik az eszperantó beszélőket együttműködni az interneten világszerte, tájékoztatni az eszperantóról és tanulási lehetőségeiről. Az E@I-t 1999-ben tervezték, és egy munkacsoportban hozták létre egy hasonló nevű szemináriumon 2000-ben, 2003-ban a TEJO része lett, és 2005-ben Szlovákiában jogi személyiséggel rendelkező szervezetként jegyezték be.
Az E @ I három fő tevékenységi területe: weboldalak létrehozása, szemináriumok szervezése az eszperantó és az Internet együttes használatáról való tájékoztatás, annak érdekében, hogy világszerte könnyen és gyorsan kommunikálhassanak egymással az eszperantisták.
Az E@I tagja az Európai Ifjúsági Alapítvány-nak, és az Európai Bizottság többnyelvűségért felelős polgári platformjának. Az E@I projektjeit pénzügyileg elsősorban az Esperantic Studies Foundation, az Európai Unio Fiatalok programja, az egész életen át tartó tanulás európai programjának ügynöksége az EACEA, valamint más szervezetek és magánszemélyek támogatják. A legismertebb projektjük a lernu!.

## Története
- Korai időszak (1999-2000)[1]
- Játékos időszak (2001-2002)[2]
- Labora periodo (2002-2004)[3]
- Szervezeti időszak (2005-2007)[4]
- Szakmai időszak (2008-tól napjainkig)[5]

### Név
Az E@I névben szereplő "E" betű azt jelzi, hogy a szervezet oktatási (Edukado) tevékenységet folytat. Tágabb összefüggésben más szavakat is képvisel: hatékonyság, eszperantó, evolúció, Európa. 
Az E@I névben szereplő "I" betű azt jelzi, hogy a szervezet részt vesz a médiában, például Internet. Tágabb összefüggésben más szavakat is képvisel: Interkultúra, Információ, Ötlet, Inspiráció.
A "@" jel e két koncepció szinergetikus kapcsolatát jelzi, amely szükséges a könnyű és gyors nemzetközi kommunikáció eléréséhez.
A rövidítés gyakran használt szabad fordításai: "Edukado @ Interreto" vagy "Esperanto @ Interreto", de az E és I betűk több jelentései miatt a szervezet 2005-ös megalakulása óta hivatalosan csak a név rövidített formáját használják "E@I".

## Fordítás
- Ez a szócikk részben vagy egészben  az   E@I című eszperantó Wikipédia-szócikk ezen változatának fordításán alapul.  Az eredeti cikk szerkesztőit annak laptörténete sorolja fel. Ez a jelzés csupán a megfogalmazás eredetét és a szerzői jogokat jelzi, nem szolgál a cikkben szereplő információk forrásmegjelöléseként.